# Freiham (Eiselfing)
Freiham ist ein Gemeindeteil der Gemeinde Eiselfing im oberbayerischen Landkreis Rosenheim und eine Gemarkung.

## Geographie
Das Kirchdorf liegt etwa drei Kilometer südlich von Wasserburg am Inn oberhalb des rechten Ufers des Inn. Durch den Ort verläuft die Staatsstraße 2359.
Auf der Gemarkung Freiham liegen die Orte Freiham, Hausmehring, Höhfelden, Kerschdorf und Spielberg.

## Geschichte
Die ehemalige Gemeinde Freiham entstand 1818 durch das bayerische Gemeindeedikt und war Teil des Landgerichts und späteren Landkreises Wasserburg am Inn. Die Gemeinde hatte gut 760 Hektar Fläche und umfasste die sieben Orte Kerschdorf, Au, Freiham, Hausmehring, Höhfelden, Laiming und Spielberg. Sie ging am 1. April 1971 in der Gemeinde Eiselfing auf, die aus den bis dahin selbständigen Gemeinden Aham, Bachmehring, Freiham und Schönberg gebildet wurde. 1972 wurden Au und Laiming von der Gemeinde Eiselfing nach Griesstätt umgegliedert und liegen jetzt auf der Gemarkung Griesstätt.

## Baudenkmäler
Die denkmalgeschützte Kapelle St. Laurentius in Freiham ist ein Saalbau um 1700, der im 19. Jahrhundert eine neugotische Ausstattung erhielt.